# 梁维燕
梁维燕（1929年10月2日—2018年12月29日）是一位中国发电工程与设备专家。

## 生平
原籍山西省襄陵县（现襄汾），1929年出生于北京，1951年毕业于北洋大学（现天津大学）电机工程系。1995年当选为中国工程院院士。
2018年12月29日，梁维燕於海南逝世，享年90歲。